# Universitätsbibliothek Potsdam
Die Universitätsbibliothek Potsdam ist die größte wissenschaftliche Bibliothek des Landes Brandenburg und eine zentrale Infrastruktureinrichtung. Sie versorgt Forscher, Dozenten und Studenten der Universität Potsdam mit Literatur und anderen Informationsressourcen. Den Bürgern der Region und den Angehörigen anderer Potsdamer und Berliner Hochschulen sowie außeruniversitärer Einrichtungen steht sie ebenfalls zur Verfügung.

## Struktur und Organisation
Die Bibliothek ist als „einschichtiges“ Bibliothekssystem organisiert, mit einheitlicher Leitung und zentraler Mittelzuweisung. Die drei Bereichsbibliotheken sind dezentral angesiedelt, entsprechend der Streulage der Universität. Die geisteswissenschaftlichen Bestände befinden sich vorwiegend im Weltkulturerbe Park Sanssouci am Neuen Palais, die Bestände der Rechts-, Wirtschafts- und Sozialwissenschaften auf dem Campus Babelsberg-Griebnitzsee, die human- und naturwissenschaftliche Literatur im Wissenschaftspark Potsdam-Golm. Der Universitätsbibliothek angegliedert sind das Universitätsarchiv und der Universitätsverlag.
Im Zuge der Strukturreform des deutschen Bibliothekswesens kooperiert die Universitätsbibliothek mit zahlreichen regionalen oder überregional aktiven Informationsinfrastruktureinrichtungen, auch spartenübergreifend, und übernimmt Verantwortung für die Schaffung eines Leistungsverbundes Brandenburgischer Bibliotheken, dessen Ziele eine Bündelung von Ressourcen und eine Effektivierung des Personaleinsatzes sind. Wissenschaftlern und Bürgern, Studierenden und Auszubildenden sollen landesweit eine ständig optimierte Informations- und Literaturversorgung sowie zeitgemäße Dienstleistungen angeboten werden, die mit dem rasanten technologischen Wandel Schritt halten und der Lebensrealität der Informationssuchenden entsprechen.

## Geschichte

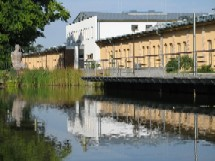
Bereichsbibliothek Babelsberg – Haus 5

Die Bibliothek wurde im Jahr 1991 gegründet als Bibliothek der im gleichen Jahr neu gegründeten Universität Potsdam. Sie integriert Bestände von Vorgängereinrichtungen wie der Pädagogischen Hochschule Karl Liebknecht am Neuen Palais und der Babelsberger Akademie für Staats- und Rechtswissenschaft der DDR. Jahrelang in ständig wechselnden Gebäuden angesiedelt, konnte die Bibliothek schließlich funktional ausgestattete Räume beziehen: 2000 in Babelsberg eine umgebaute ehemalige Lagerhalle des Deutschen Roten Kreuzes, 2006 am Neuen Palais eine um ein gläsernes Gebäude erweiterte und neu gestaltete Remise am südlichen Wirtschaftsgebäude des Schlosses. 2011 ist der erste genuine Bibliotheksbau in der Geschichte der Universität, ein Informations- und Kommunikationszentrum im Wissenschaftspark Golm, fertiggestellt worden. Der moderne Zweckbau (6800 m² HNF, 1 Mio. Bände Stellkapazität) ist mit Veranstaltungs-, Gruppen- und Einzelarbeitsräumen, großzügigen Lesezonen sowie Rara- und Multimediabereich ausgestattet. 2014 wurde der Neubau mit dem Deutschen Hochschulbaupreis ausgezeichnet.

## Bestand und Nutzung

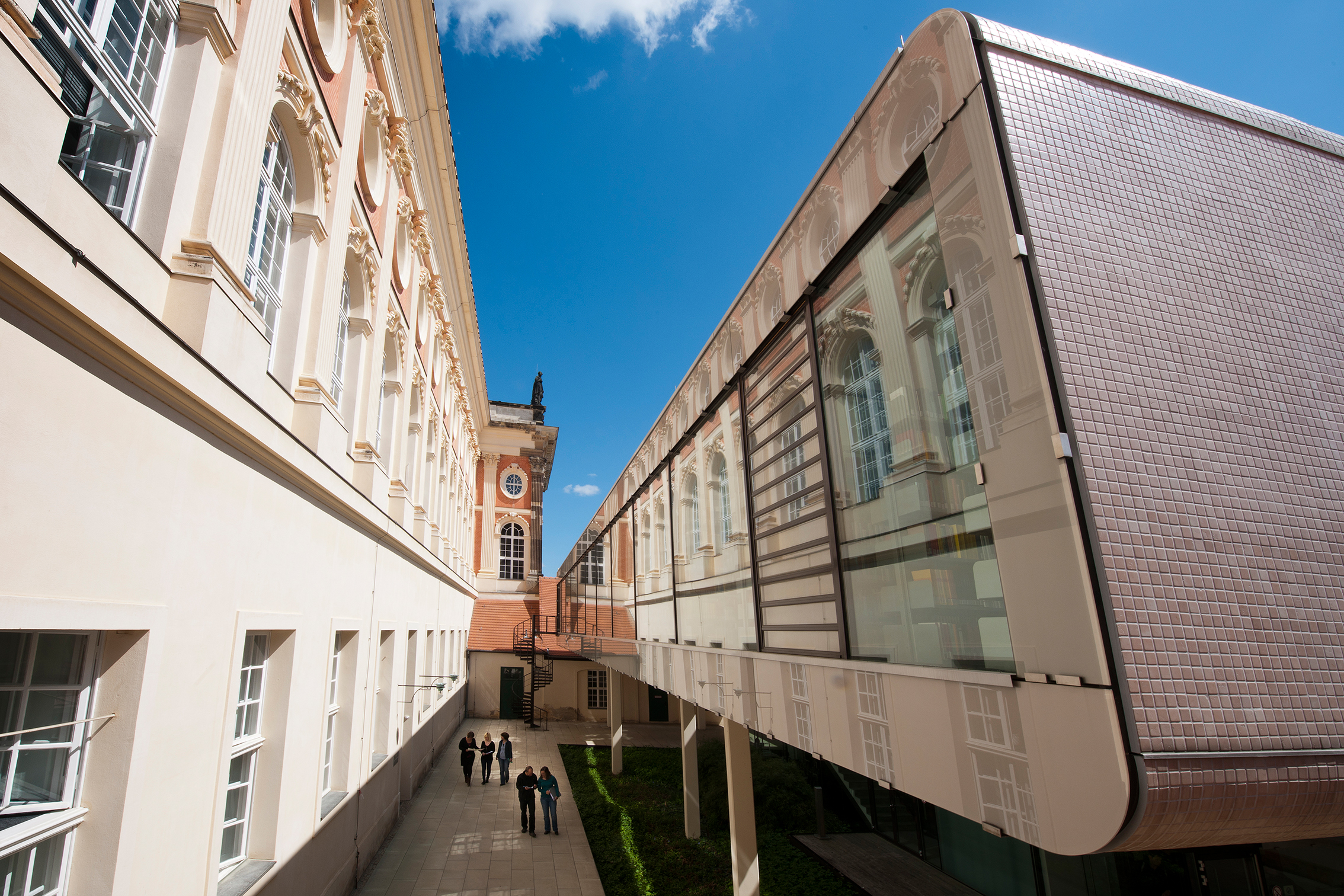
Bereichsbibliothek Am Neuen Palais – Haus 10

Mit einem Bestand von ca. 1,3 Mio. Bänden, 30.000 elektronischen Zeitschriften sowie 390 Datenbanken und 1,5 Millionen E-Books gehört die Universitätsbibliothek Potsdam zu den mittelgroßen UBs in Deutschland. Sie ist Mitglied des Kooperativen Bibliotheksverbundes Berlin-Brandenburg (KOBV), der sie im Bereich des elektronischen Publizierens unterstützt und Partner des Gemeinsamen Bibliotheksverbundes (GBV), in dessen Verbunddatenbank GVK sie katalogisiert und an dessen Online-Fernleihe sie sich beteiligt.
In den Aufbaujahren der Hochschule erstellte die UB einen Kernbestand an Literatur für Forschung und Lehre auf der Grundlage der im Rahmen des Hochschulbauförderungsgesetzes (HBFG) bundes- und landesseitigen Büchergrundbestandsförderung (1991–2002). Dieser Bestand wird weiter vervollständigt. Er umfasst Literatur aller Wissenschaftsgebiete gemäß der Ausrichtung der Universität als Hochschule mit vollem Fächerspektrum (außer Medizin) und interdisziplinärem Anspruch. Besondere Schwerpunkte bilden dabei die im Hochschulentwicklungsplan des Landes Brandenburg bis 2025 definierten Profilbereiche im Bereich der Lehrerbildung, der Medienwissenschaften, der Naturwissenschaften, der Jüdischen Studien u. a.
Die Bestände sind etwa zur Hälfte im Freihandbereich aufgestellt, nach der in Deutschland weit verbreiteten Regensburger Verbundklassifikation (RVK). Ein kostenloser interner Leihverkehr ermöglicht die Bestellung von Literatur von einem Bibliotheksstandort zum anderen. Fast 28.000 aktive Nutzer tätigen insgesamt rund 430.000 Entleihungen jährlich sowie mittlerweile 1,8 Millionen Klicks auf die Online-Angebote.
Eine Effizienzsteigerung und verbesserte Servicequalität wurde erreicht durch die Einführung von RFID (Radio Frequency Identification). Seit 2011 sind die Freihandbestände aller Standorte mit Transpondern ausgestattet, die den Nutzern die beschleunigte Verbuchung bei der Selbstausleihe sowie am Standort Golm die vollautomatische Medienrückgabe ermöglichen.
Den Lesern stehen insgesamt 740 Arbeitsplätze im Rahmen des Bibliothekssystems zur Verfügung, davon 160 mit PC und Katalog- und/oder Internetzugang.

## Sondersammlungen
Die Universitätsbibliothek Potsdam besitzt wertvolle Judaica- und Hebraica-Sammlungen, insbesondere:
- den Nachlass (Findbuch)[7] von Israil Bercovici (1921–1988), einem Chefdramaturgen des Jüdischen Staatstheaters Bukarest und bedeutenden Historiker des jiddischen Theaters.
- die einzigartige Sammlung jiddischer Literatur von I. Bercovici
- die Sammlung Yehuda Aschkenasy mit den Beständen der ehemals Berliner Veitel Heine Ephraimschen Lehranstalt, Quellenwerken zu allen wichtigen Gebieten der hebräisch-rabbinischen Literatur (u. a. kostbaren Bibelausgaben), sowie 58 hebräischen Handschriften aus dem Jemen (17. Jahrhundert/18. Jahrhundert).
- die mit äußerst seltenen Werken bestückte Sammlung Dr. Israel Mehlmann, deren inhaltliche Schwerpunkte im Bereich der Kabbala, des Chassidismus, der Liturgie sowie der jiddischen und hebräischen Volkserzählung liegen.
- das digitalisierte Musikarchiv jiddischer Lieder und Klezmermusik des Jiddisten, Chasans (Vorbeter) und Musikwissenschaftlers David Kohan, das im Rahmen eines Wikis der Hochschulöffentlichkeit auf dem Campus zur Verfügung steht sowie externen Wissenschaftlern nach Anmeldung zugänglich ist.
- die Sammlung historischer Tonaufnahmen von jiddischen Liedern, Klezmermusik und Purimspielen der Ethnologen Moishe Beregowski und Sofia Magid aus Kiew und Sankt Petersburg.

Weiterhin sind im Bestand der Bibliothek historische Werke aller Wissenschaftsdisziplinen aus dem 17. und 18. Jahrhundert vertreten, die sukzessive digitalisiert und auf der Plattform Digitales Brandenburg präsentiert werden.
Seit 2009 integriert die UB Potsdam die Spezialbibliothek des ehemaligen Forschungszentrums Europäische Aufklärung (F.E.A.). Sie bietet in digitaler Form den Gesamttext der „Neuen Bibliothek der schönen Wissenschaften und der freyen Künste“ an, einer der wichtigsten deutschsprachigen Zeitschriften der zweiten Hälfte des 18. Jahrhunderts, die das ehemalige F.E.A. im Rahmen eines Projekts der Deutschen Forschungsgemeinschaft erschlossen hatte.
Als Dauerleihgabe betreut die Universitätsbibliothek die Bibliothek der Deutschen Gesellschaft für Geowissenschaften, zu deren Bestand eine bedeutende geologische Kartensammlung gehört, die Gegenstand verschiedener Digitalisierungsprojekte ist.
Die UB Potsdam war von 1995 bis 2019 Depotbibliothek der Vereinten Nationen.

## Universitätsarchiv
Das Universitätsarchiv ist 1991 hervorgegangen aus dem Archiv der Brandenburgischen Landeshochschule, dessen unmittelbare Vorgängereinrichtung das Archiv der Pädagogischen Hochschule „Karl Liebknecht“ in Potsdam war. Dieses Hochschularchiv wurde im Jahre 1966 eingerichtet und war sowohl Verwaltungs- als auch Endarchiv. Die heute im Universitätsarchiv vorliegenden Archivalien umfassen ca. 1800 laufende Meter und reichen zurück bis in das Jahr 1948, dem Gründungsjahr der ersten Brandenburgischen Landeshochschule. Das Archiv verwahrt u. a. die Akten folgender ehemaliger Einrichtungen:
- Brandenburgische Landeshochschule, Potsdam
- Pädagogische Hochschule „Karl Liebknecht“, Potsdam
- Institut für Lehrerbildung „Rosa Luxemburg“, Potsdam
- Institut für Lehrerbildung „Clara Zetkin“, Cottbus
- Akademie für Staats- und Rechtswissenschaft, Potsdam-Babelsberg

Das Universitätsarchiv ist ein öffentliches Archiv. Es hat die Aufgabe, die an der Universität entstehenden Unterlagen von bleibendem Wert zu erschließen, zu erhalten und zwecks Einsichtnahme zur Verfügung zu stellen bzw. zu veröffentlichen.

## Universitätsverlag
Die Publikationsstelle der Universitätsbibliothek Potsdam, 1998 gegründet, ist ein integrierter Servicebereich für Print- und E-Publishing. Sie bündelt die Zuständigkeiten für Universitätsverlag, Dokumentenserver, Universitätsbibliographie und Tauschstelle. Der Universitätsverlag steht mit seinem gedruckten und elektronischen Angebot für die uneingeschränkte und nachhaltige Zugänglichkeit von Forschungsergebnissen der Wissenschaftler der Universität Potsdam gemäß den Grundsätzen von Open Access, die der Senat der Universität in seiner Resolution vom 17. Mai 2006 bestätigt hat. Mit der Veröffentlichung und Verbreitung von qualitätsgeprüften Inhalten hat er sich als Plattform für wissenschaftliches Publizieren etabliert, die die Sichtbarkeit der hochschuleigenen Forschung erhöht. Neben Veröffentlichungen in Textform treten nun auch verstärkt multimediale Publikationen wie Aufzeichnungen von Antrittsvorlesungen, digitale Musikarchive unter anderem in den Vordergrund, die auf dem von der UB betriebenen universitären Multimediaserver angeboten werden.
Der Universitätsverlag ist Mitglied der Arbeitsgemeinschaft der Universitätsverlage. Im Jahr 2013 hat er über 500 lieferbare Titel im Programm, bestellbar über den eigenen Webshop und den Buchhandel. 80 % seiner Produktion liegen parallel online im Volltext auf dem Publikationsserver für Textdokumente, der 2013 insgesamt ca. 6000 frei zugängliche Publikationen von Universitätsangehörigen archiviert. Die Universitätsbibliographie weist mehr als 22.000 Veröffentlichungen von Potsdamer Wissenschaftlern nach und wächst jährlich um ca. 1200 neue Publikationen.